# 30 december
30 december is de 364ste dag van het jaar (365ste dag in een schrikkeljaar) in de gregoriaanse kalender. Hierna volgt nog 1 dag tot het einde van het jaar.

## Gebeurtenissen
- Algemeen
  - 1880 - De watersnoodramp van Nieuwkuijk, ten gevolge van het doorbreken van de Heidijk.[1]
  - 1992 - Het militaire bewind in Sierra Leone onder leiding van de 28-jarige kapitein Valentine Strasser maakt bekend dat het 26 mensen heeft laten executeren op verdenking van betrokkenheid bij twee mislukte pogingen tot een staatsgreep.
  - 2006 - Saddam Hoessein wordt door ophanging om 4 uur 's nachts, Nederlandse tijd, geëxecuteerd.[2]
  - 2006 - De Senopati Nusantara zinkt in Indonesië. Honderden opvarenden verdrinken.
  - 2013 - Daags na een zelfmoordaanslag op het station, waarbij zeventien doden vielen, wordt er in de Russische stad Wolgograd opnieuw een bomaanslag gepleegd, ditmaal in een volle trolleybus tijdens de ochtendspits. Daarbij komen zeker vijftien mensen om.
  - 2015 - Op een boorplatform voor de kust van Noorwegen komt één persoon om het leven in een hevige storm, als het platform in de Noordzee wordt getroffen door een grote golf.

- Media
  - 1991 - Eerste uitzending van de Belgische televisieserie Familie.[2]
  - 2006 - Televisiepresentatrice Sonja Barend neemt afscheid van de Nederlandse televisie. Na ruim 40 jaar op televisie te zijn verschenen valt het doek.
  - 2023 - Linda Nooitmeer, voorzitter van slavernij-instituut NiNsee, wordt door het radioprogramma De Taalstaat uitgeroepen tot Taalstaatmeester van 2023 en ontvangt de prijs uit handen van presentator Frits Spits. Nooitmeer maakte volgens de jury indruk met haar speech bij de Nationale Herdenking Slavernijverleden in juli die de panelleden omschrijven als "zeer indrukwekkend, inlevend en depolariserend".[3]

- Muziek
  - 2023 - De toppositie in de Nederlandse Top 40 is deze week voor de dertiende week op rij voor Greedy van Tate McRae.[4]

- Oorlog
  - 1972 - De Verenigde Staten stoppen de bombardementen op Noord-Vietnam.[2]
  - 1990 - Begin van een burgeroorlog in de hoofdstad van Somalië, Mogadishu.

- Politiek
  - 1853 - Gadsdenaankoop: De Verenigde Staten kopen voor 10 miljoen dollar grondgebied van Mexico.[2]
  - 1911 - Sun Yat-sen wordt gekozen als eerste president van de republiek China.[2]
  - 1916 - Kroning van Karel I van Oostenrijk en Zita van Bourbon-Parma tot koning en koningin van Hongarije in Boedapest.
  - 1922 - Lenin sticht de Unie van Socialistische Sovjet-Republieken.[2]
  - 1947 - Koning Michael van Roemenië doet afstand van de troon, onder druk van de communisten, aldus de verklaring die hij aflegt.[2]
  - 1965 - Ferdinand Marcos wordt geïnstalleerd als president van de Filipijnen.[2]
  - 1993 - Israël en het Vaticaan komen overeen elkaar te erkennen.[2]
  - 1994 - De leider van de populistische Vrijheidspartij in Oostenrijk (FPÖ), Jörg Haider, kondigt plannen aan voor de vorming van een volksbeweging, die de macht van de twee grote partijen, de socialisten en de Oostenrijkse Volkspartij, moet breken.

- Sport
  - 2011 - Justitie in Polen klaagt 78 voetbalfans aan, van onder meer Lech Poznan (hoogste divisie) en Zawisza Bydgoszcz (tweede divisie), wegens het organiseren en houden van gevechten rond voetbalwedstrijden en het deelnemen aan een criminele organisatie.
  - 2022 - Machteld van Foreest wordt Nederlands Kampioen schaken bij de vrouwen na het winnen van een zeskamp met deze titel als inzet. De 15-jarige Groningse is daarmee de jongste Nederlands kampioene in het schaken tot nu toe.[5]
  - 2023 - De Nederlandse veldrijder Mathieu van der Poel wint de Vestingcross in het Zeeuwse Hulst, Joris Nieuwenhuis wordt tweede en Lars van der Haar rijdt naar de derde plaats waarmee een geheel Nederlands podium een feit is.[6] Na afloop krijgt van der Poel een boete van 250 Zwitserse frank van de UCI wegens spugen naar toeschouwers die zich, volgens van der Poel, onsportief zouden hebben gedragen.[7]

- Wetenschap en technologie
  - 1924 - Bewijs van Edwin Hubble voor het bestaan van sterrenstelsels buiten de melkweg.[2]
  - 1930 - Luitenant kolonel Albert William Stevens van de US army maakt vanuit een heteluchtballon de eerste foto waarop de kromming van de aarde is te zien.[8]
  - 2022 - Lancering van een Falcon 9 raket van SpaceX vanaf Vandenberg Space Force Base SLC-4E voor de EROS-C3 (Earth Resources Observation Satellite) missie met de gelijknamige aardobservatiesatelliet van Israël.[9][10]
  - 2023 - Lancering met een Lange Mars 2C raket van China Aerospace Science Corporation (CASC) vanaf lanceerbasis Jiuquan van de SatNet test satellite missie met de gelijknamige satelliet die officieel wordt omschreven als een satelliet voor het demonstreren van satelliet-internet technologie. De satelliet moet deel gaan uitmaken van de SatNet constellatie.[11]
  - 2023 - De periodieke komeet 326P/Hill bereikt het perihelium van zijn baan rond de zon tijdens deze verschijning.[12]
  - 2023 - Ruimtevaartuig Juno passeert Io, een maan van de planeet Jupiter, op een afstand van ongeveer 1500 km. Dit is de kortste afstand sinds 16 oktober 2001 toen het Galileo ruimtevaartuig de maan op ongeveer 200 km afstand passeerde.[13][14]

## Geboren

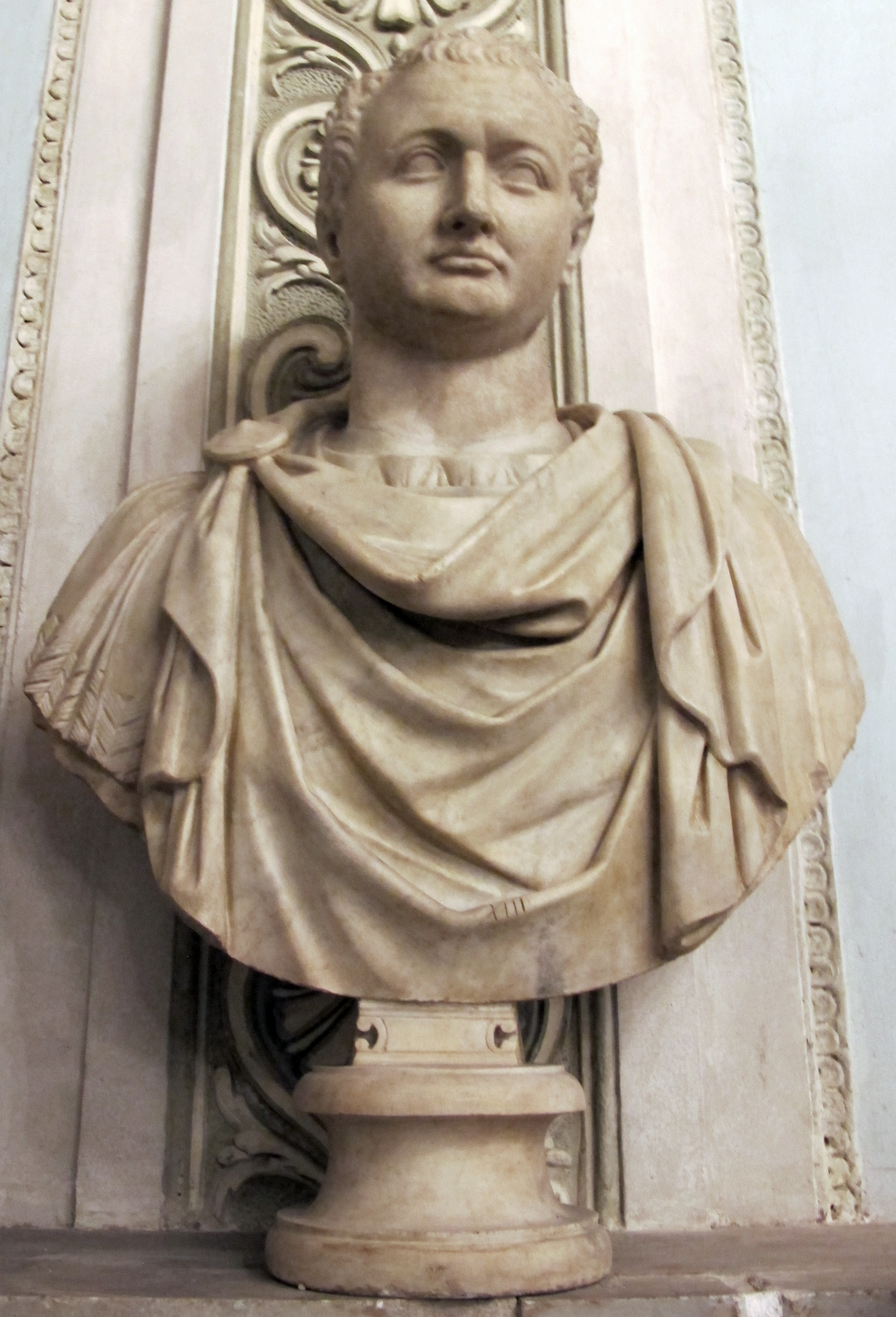
Titus
geboren in 39

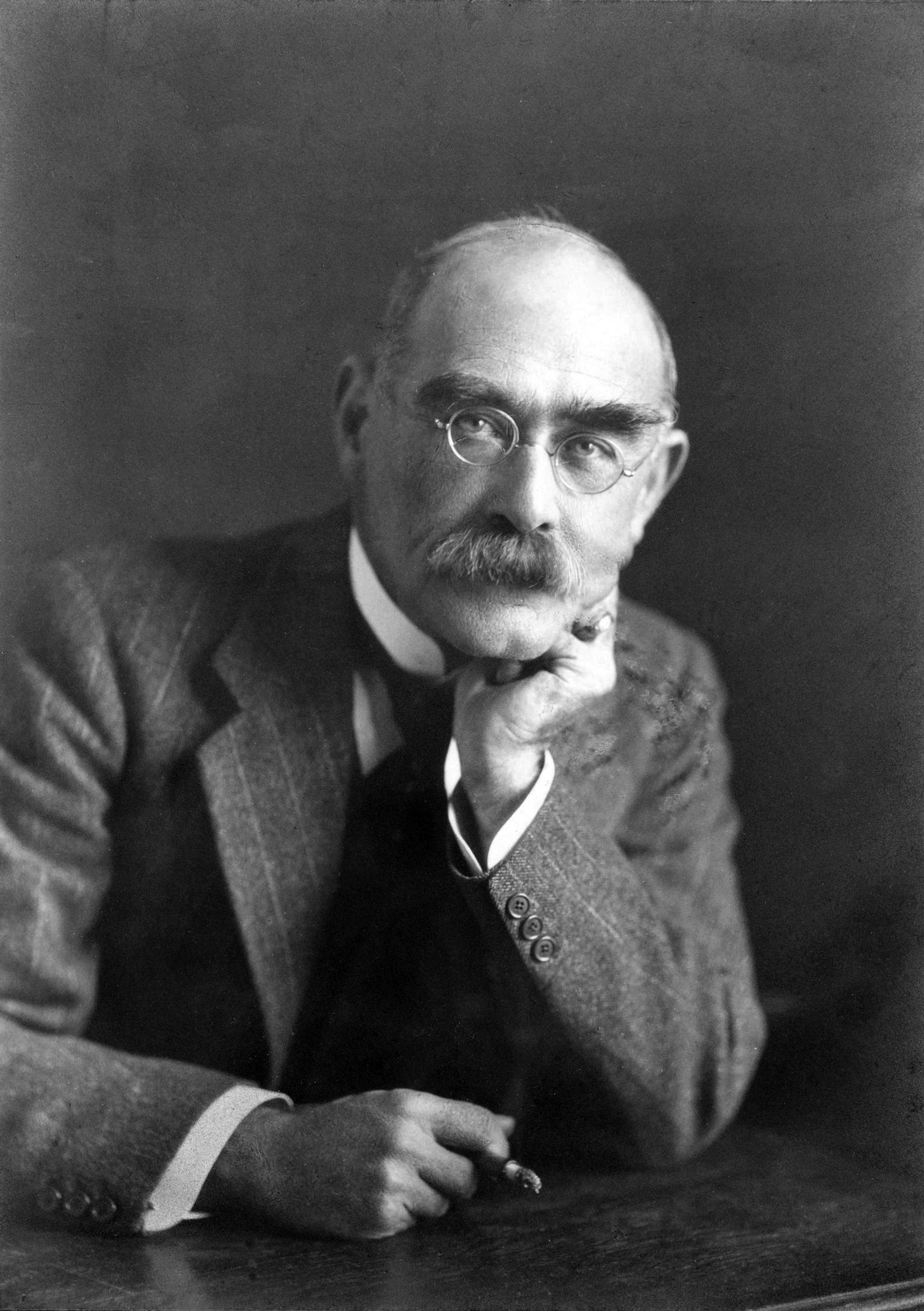
Rudyard Kipling
geboren in 1865

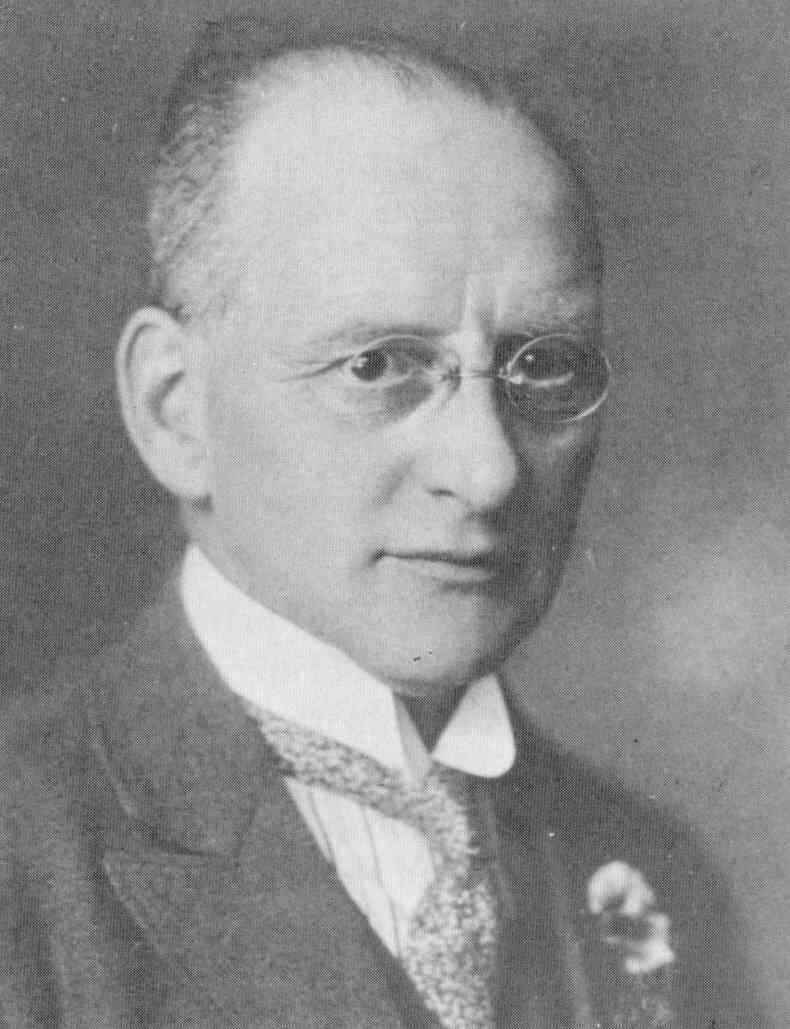
Nico Broekhuysen
geboren in 1876

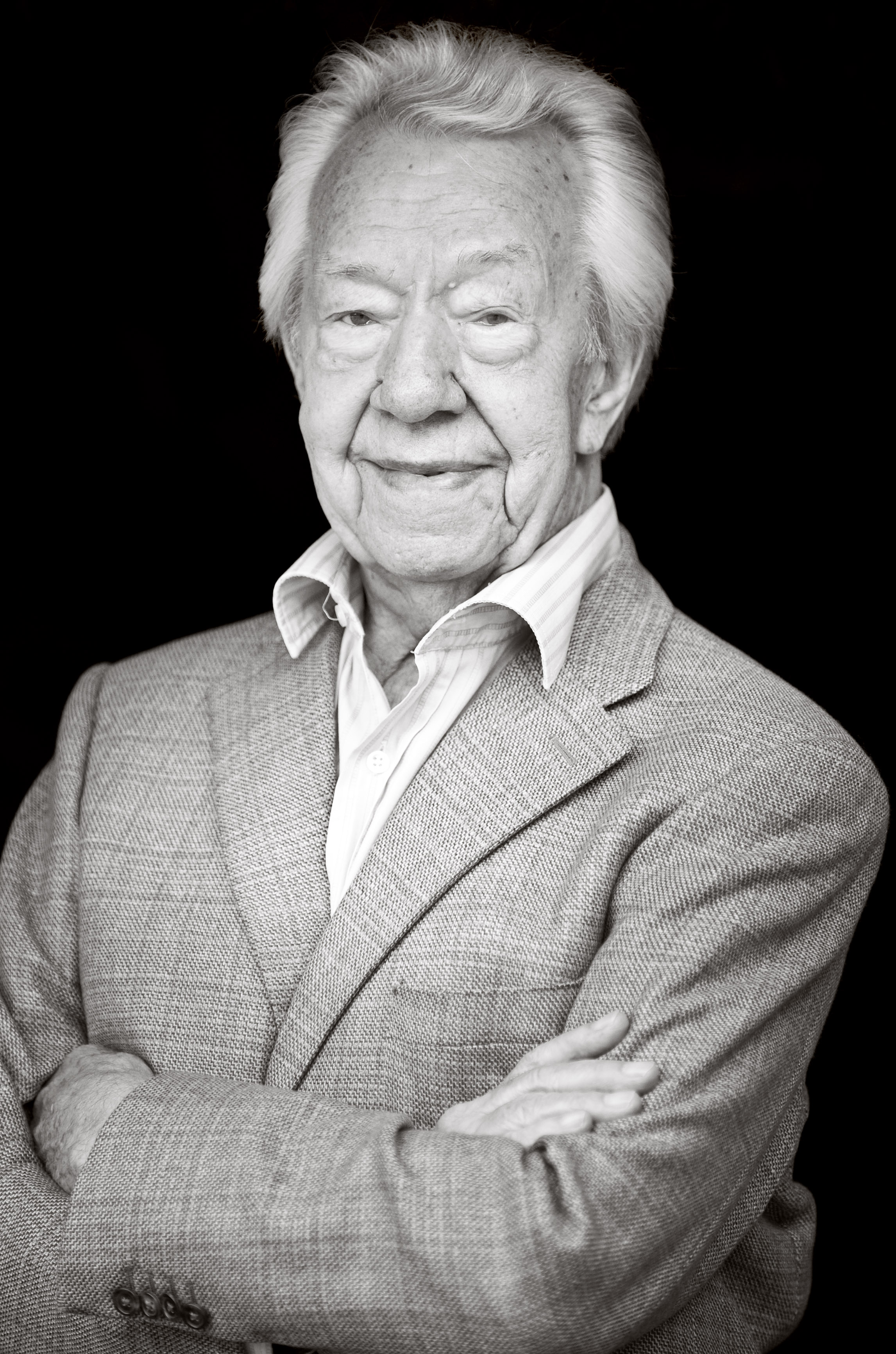
Marc Sleen
geboren in 1922

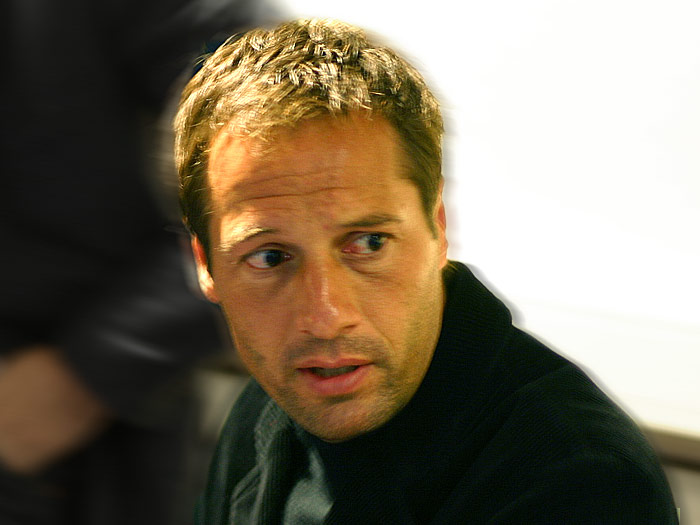
John van 't Schip
geboren in 1963

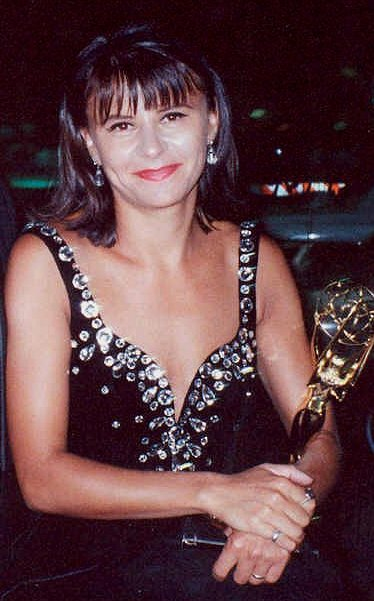
Tracey Ullman
geboren in 1959

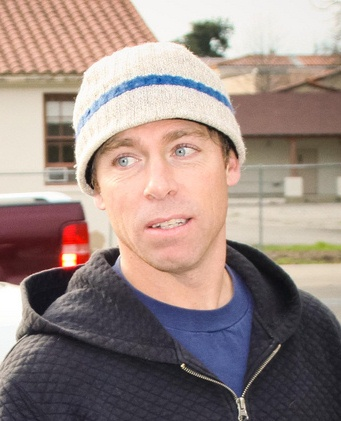
Dave England
geboren in 1969

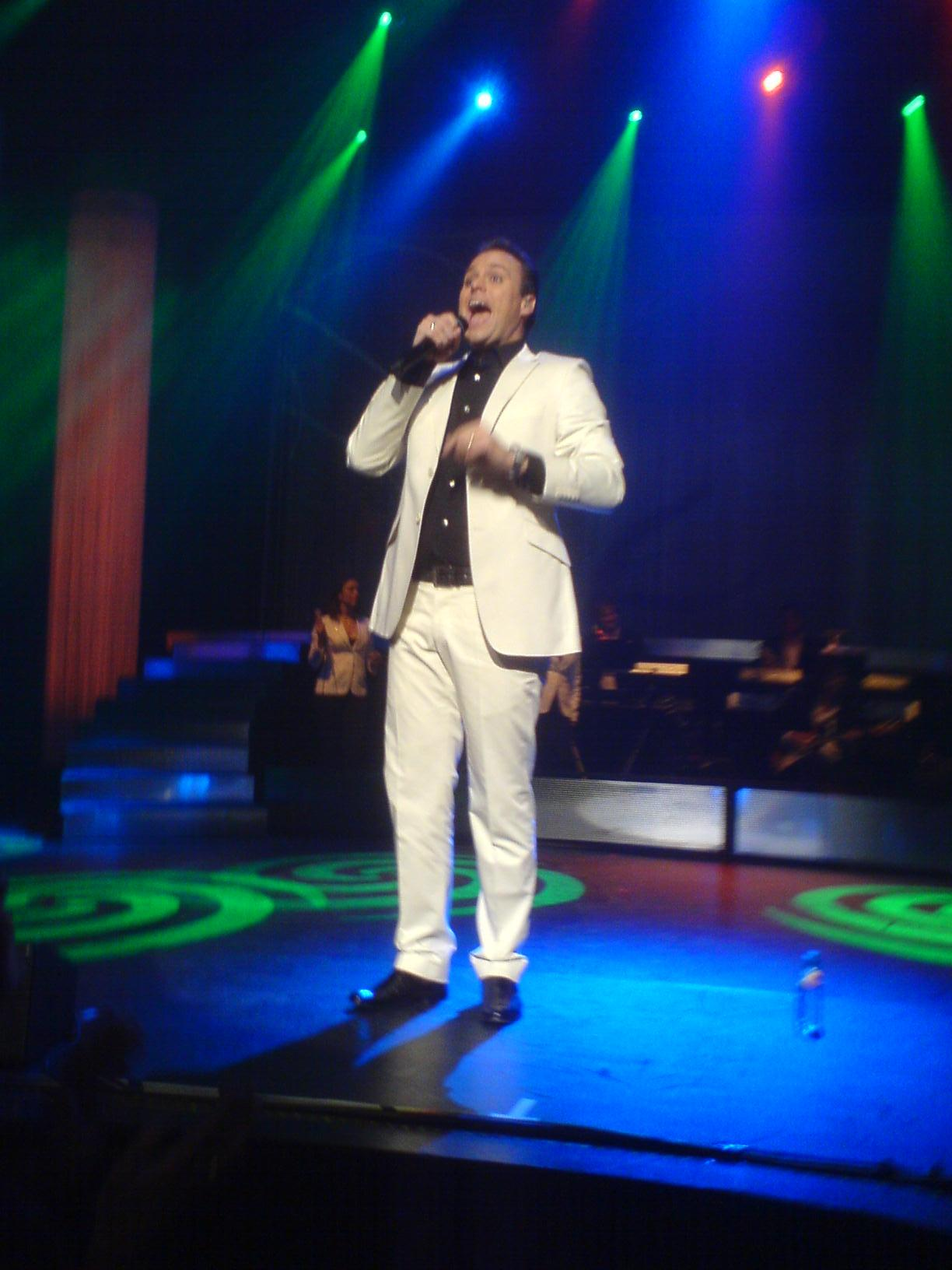
Frans Bauer
geboren in 1973

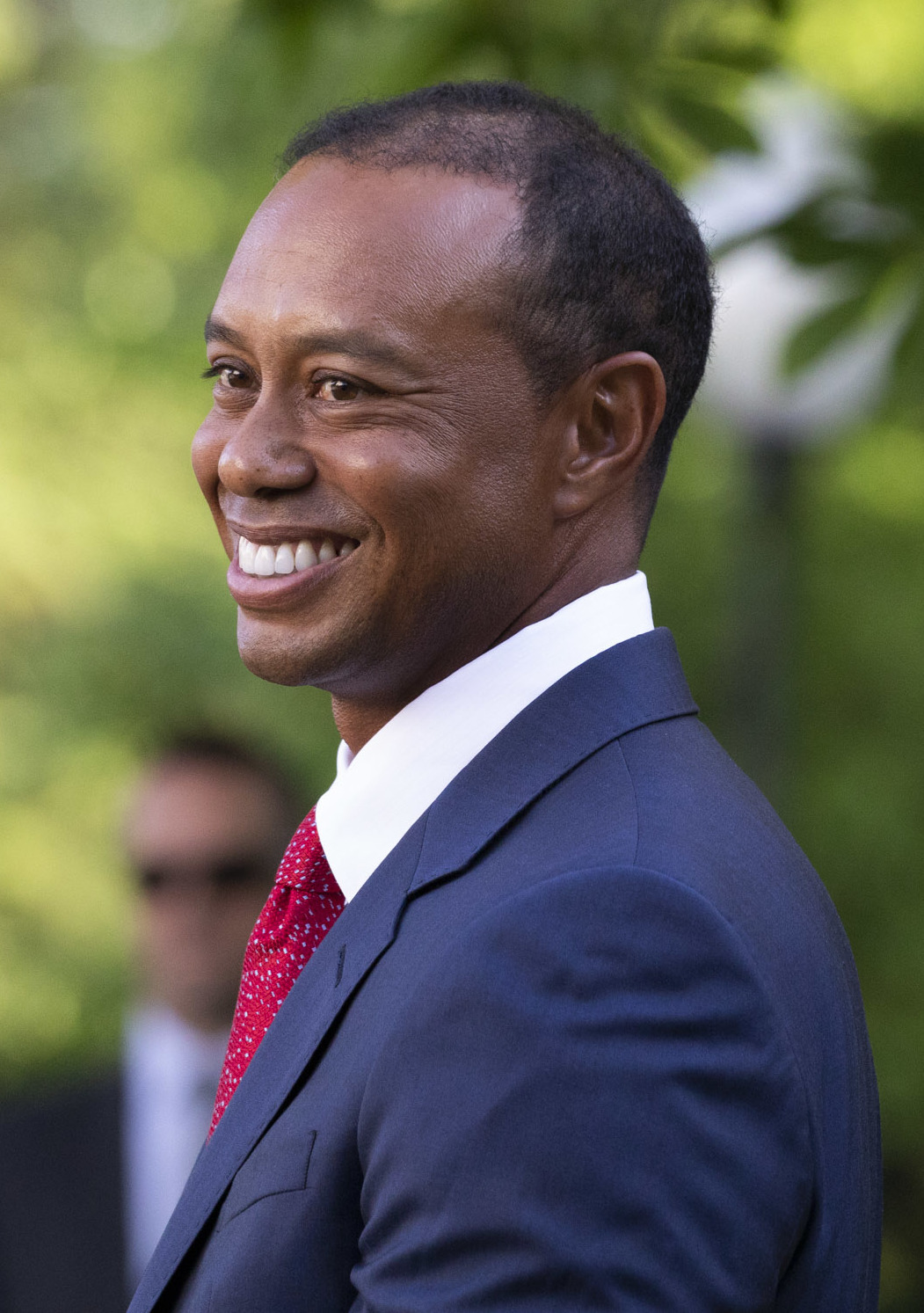
Tiger Woods
geboren in 1975

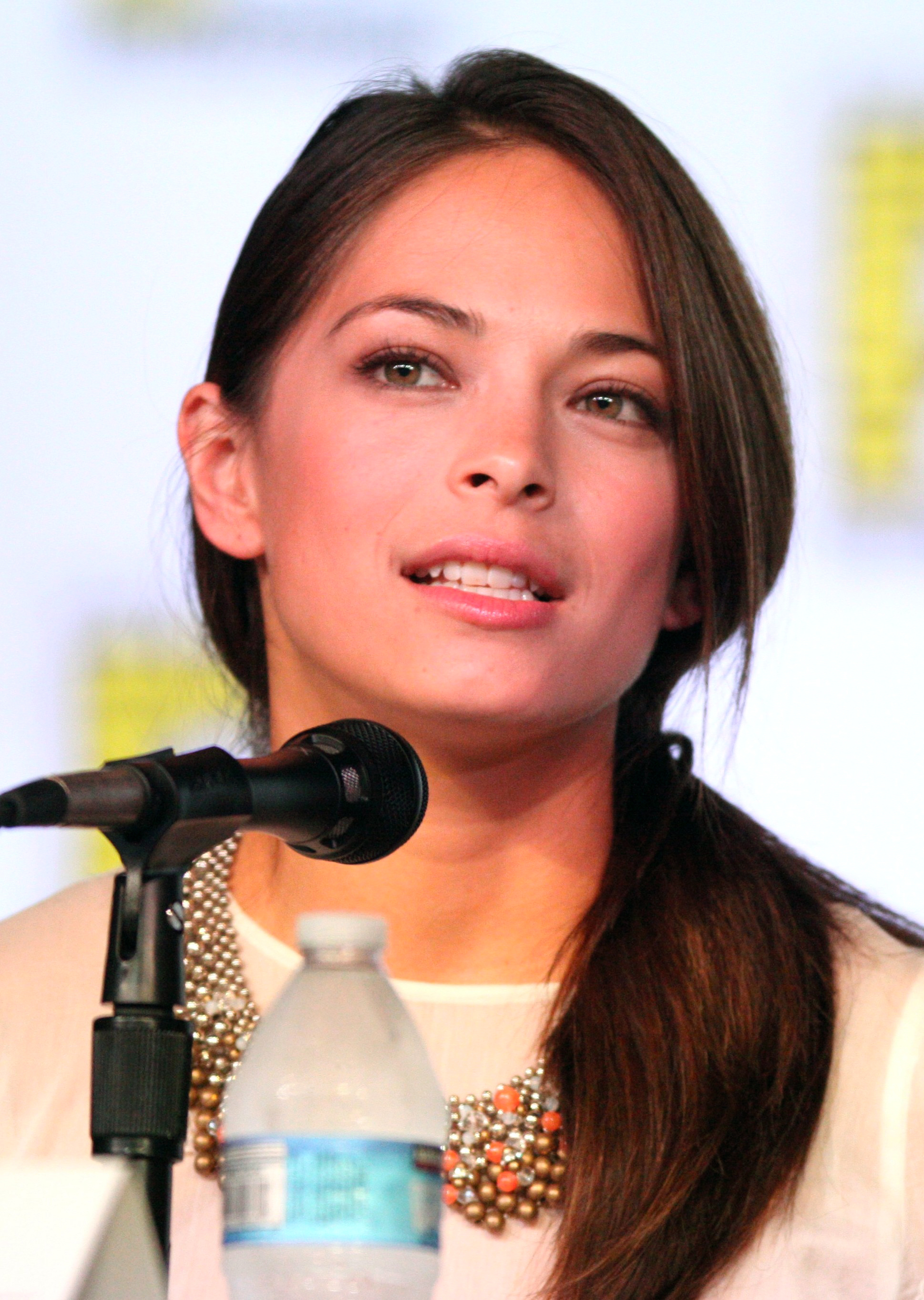
Kristin Kreuk
geboren in 1982

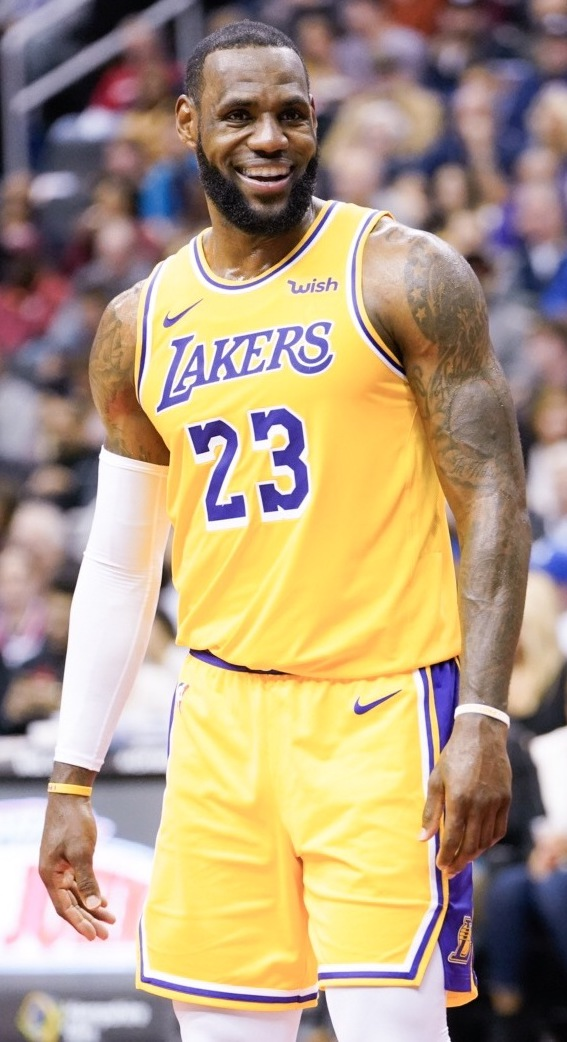
LeBron James
geboren in 1984

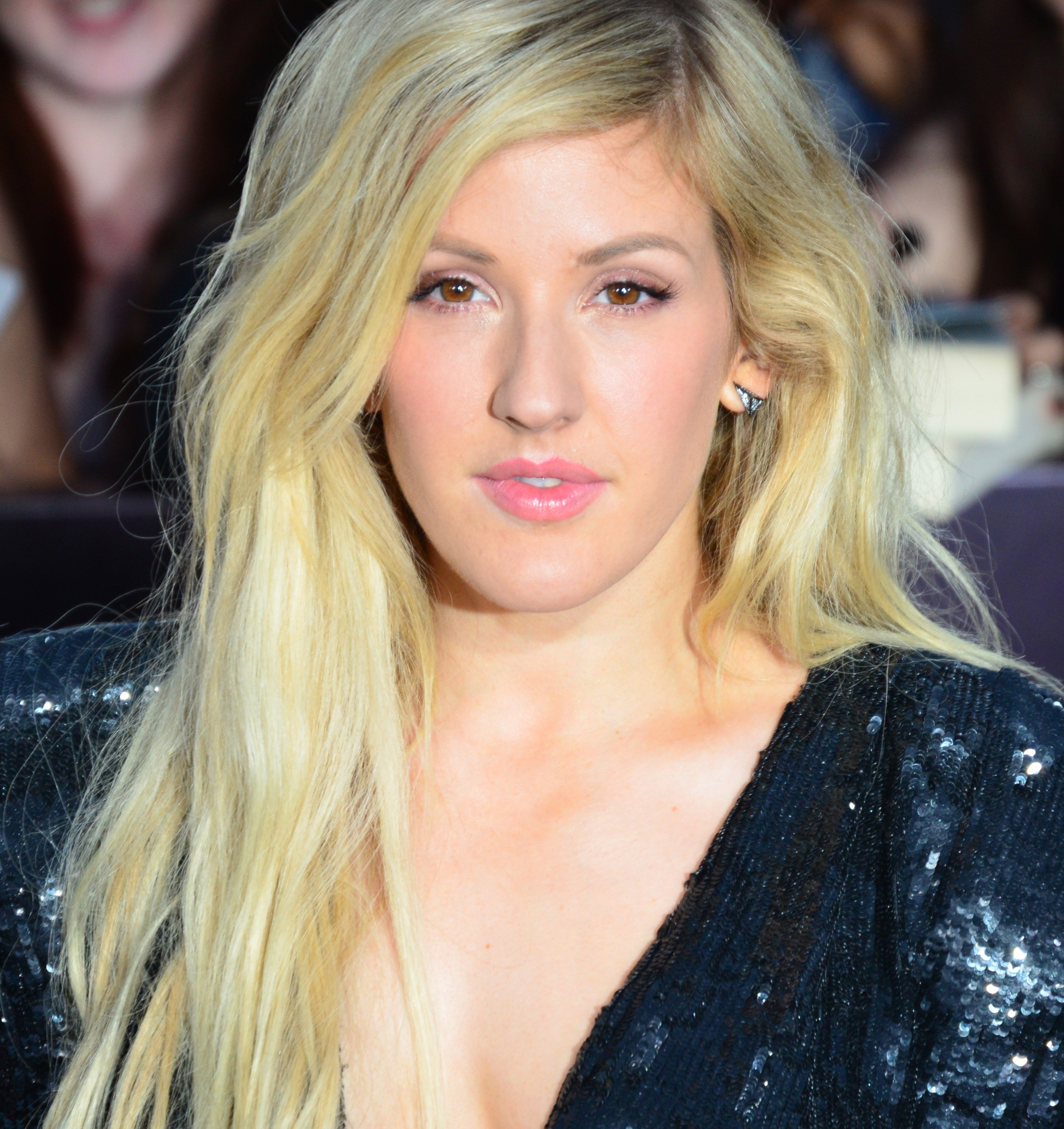
Ellie Goulding
geboren in 1986

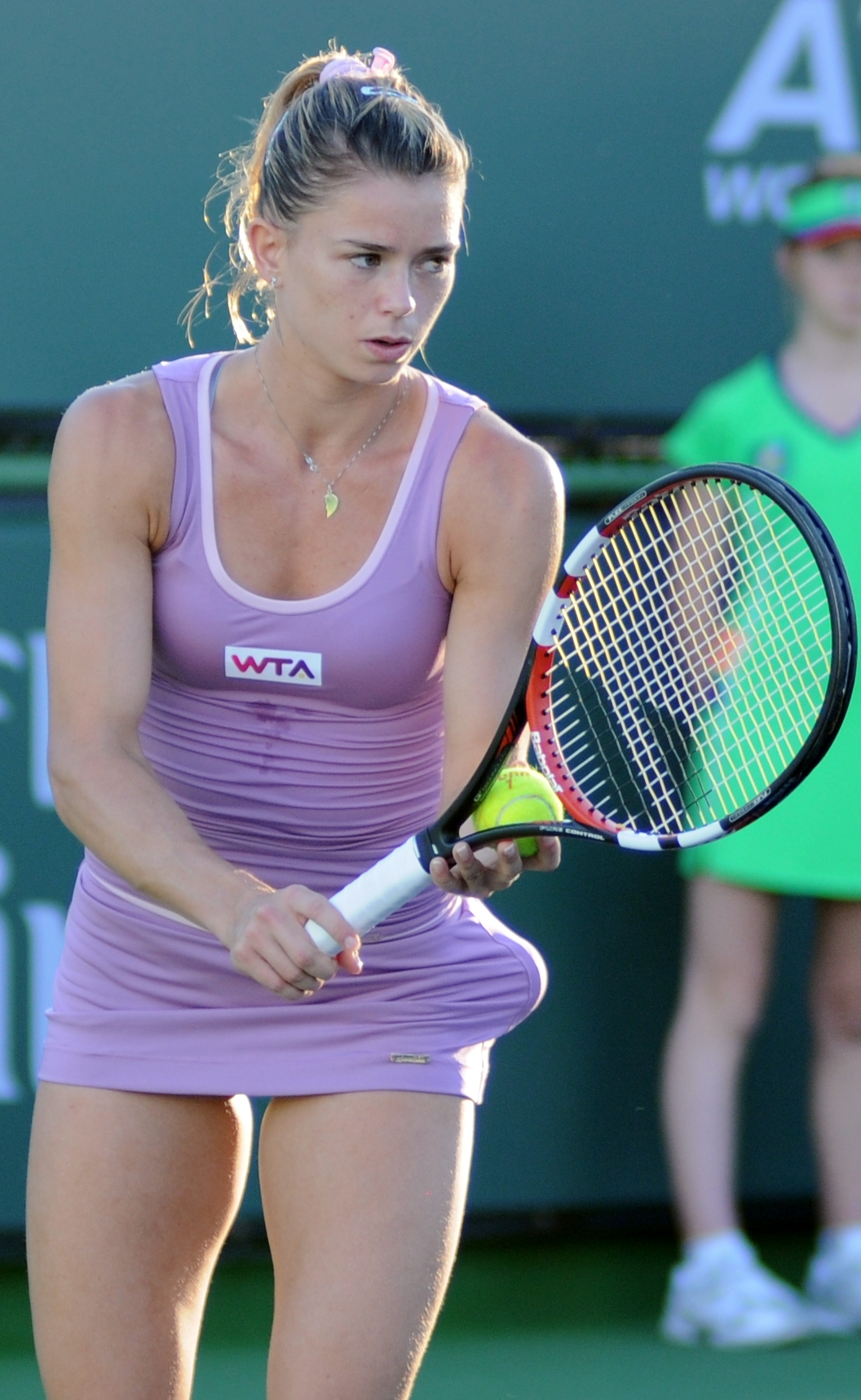
Camila Giorgi
geboren in 1991

- 39 - Titus, Romeins keizer (overleden 81)
- 1371 - Vasili I van Moskou, leider van Grootvorstendom Moskou (overleden 1425)
- 1673 - Ahmet III, 23e sultan van het Ottomaanse Rijk (overleden 1736)
- 1819 - Theodor Fontane, Duits romanschrijver (overleden 1898)
- 1853 - André Messager, Frans componist en dirigent (overleden 1929)
- 1865 - Rudyard Kipling, Brits schrijver en dichter (overleden 1936)
- 1865 - Charles de Lambert, Frans luchtvaartpionier (overleden 1944)
- 1869 - Adolphe Max, Belgisch politicus (overleden 1939)
- 1876 - Nico Broekhuysen, Nederlands onderwijzer, uitvinder van het korfbal (overleden 1958)
- 1883 - Marie Gevers, Belgisch schrijfster (overleden 1975)
- 1885 - Leo Jordaan, Nederlands filmcriticus en cartoonist (overleden 1980)
- 1894 - Jan Gunnink, Nederlands verzetsstrijder (overleden 1954)
- 1895 - August De Boodt, Belgisch politicus (overleden 1986)
- 1895 - L.P. Hartley, Engels schrijver (overleden 1972)
- 1897 - Stanisław Saks, Pools wiskundige (overleden 1942)
- 1898 - Väinö Muinonen, Fins atleet (overleden 1978)
- 1899 - Karl Roemer, Duits jurist, advocaat-generaal bij het Europees Hof van Justitie (overleden 1984)
- 1905 - Daniil Charms, Russisch absurdistisch schrijver en filosoof (overleden 1942)
- 1905 - Frans Prinsen, Belgisch atleet (overleden ?)
- 1906 - Sir Carol Reed, Brits filmregisseur (overleden 1976)
- 1908 - Jules Vandooren, Frans voetballer en voetbalcoach (overleden 1985)
- 1910 - Paul Bowles, Amerikaans schrijver, dichter en componist (overleden 1999)
- 1910 - Herman van der Horst, Nederlands filmregisseur, producent en scenarioschrijver (overleden 1976)
- 1911 - Walt Brown, Amerikaans autocoureur (overleden 1951)
- 1912 - Zulma De Nijs (96), echtgenote en muze van de Belgische kunstschilder Roger Raveel (overleden 2009)
- 1914 - Jo Van Fleet, Amerikaans actrice (overleden 1996)
- 1919 - David Willcocks, Brits organist, componist en koordirigent (overleden 2015)
- 1921 - Rashid Karami, Libanees politicus (overleden 1987)
- 1922 - Marc Sleen, Belgisch striptekenaar (overleden 2016)
- 1924 - Yvonne Brill, Canadees-Amerikaans raketingenieur, afkomstig uit België (overleden 2013)
- 1925 - Cees Koch, Nederlands kanovaarder (overleden 2024)
- 1927 - Bernard Barrow, Amerikaans acteur (overleden 1993)
- 1927 - Robert Hossein, Frans acteur/regisseur (overleden 2020)
- 1928 - Bo Diddley, Amerikaans rock-'n-roll-zanger en -gitarist (overleden 2008)
- 1928 - Shabnam Romani, Pakistaan dichter (overleden 2009)
- 1929 - Bob Bouma, Nederlands televisiepresentator (overleden 2009)
- 1930 - Youyou Tu, Chinees farmacologe
- 1932 - Vincent Brümmer, Zuid-Afrikaans-Nederlands filosoof en theoloog (overleden 2021)
- 1932 - Frans Koppers, Nederlands acteur (overleden 2010)
- 1932 - Fransje Roscam Abbing-Bos, Nederlands politica (overleden 2019)
- 1934 - Fred Lorenzen, Amerikaans autocoureur (overleden 2024)
- 1934 - Del Shannon, Amerikaans zanger (overleden 1990)
- 1934 - Russ Tamblyn, Amerikaans acteur
- 1935 - Omar Bongo, president van Gabon (overleden 2009)
- 1936 - Theo Kley, Nederlands beeldend kunstenaar (overleden 2022)
- 1937 - Gordon Banks, Engels voetbaldoelman (overleden 2019)
- 1937 - Luciano Lutring, Italiaans misdadiger, schrijver en schilder (overleden 2013)
- 1938 - Jayantha Dhanapala, Sri Lankaans diplomaat (overleden 2023)
- 1939 - Maria Alexandru, Roemeens tafeltennisspeelster (overleden 2024)
- 1939 - Odile Bailleux, Frans organist en klavecinist (overleden 2024)
- 1939 - Doeke Eisma, Nederlands politicus (overleden 2023)
- 1939 - Rien van Wijk, Nederlands regisseur en producer (overleden 2024)
- 1939 - Viola Wills, Amerikaans zangeres (overleden 2009)
- 1940 - Vjatsjeslav Sjtsjogoljev, Russisch dammer (overleden 2022)
- 1941 - Barend Blankert, Nederlands kunstschilder (overleden 2023)
- 1942 - Vladimir Boekovski, Russisch politieke dissident, auteur en politiek activist (overleden 2019)
- 1942 - Anne Charleston, Australische actrice
- 1942 - Guy Edwards, Brits autocoureur
- 1942 - Georges Monard, Belgisch politicus en ambtenaar
- 1942 - Michael Nesmith, Amerikaans muzikant (The Monkees) (overleden 2021)
- 1942 - Aníbal Ruiz, Uruguayaans voetballer en voetbalcoach (overleden 2017)
- 1942 - Fred Ward, Amerikaans acteur (overleden 2022)
- 1943 - Gösta Winbergh, Zweeds tenor (overleden 2002)
- 1944 - Patrick Topaloff, Frans zanger en acteur (overleden 2010)
- 1945 - Davy Jones, Engels zanger en songwriter (The Monkees) (overleden 2012)
- 1945 - Paola Pigni, Italiaans atlete (overleden 2021)
- 1946 - Theo Pont, Nederlands acteur
- 1946 - Patti Smith, Amerikaans zangeres
- 1946 - Berti Vogts, Duits voetballer
- 1947 - Jan Kuijper, Nederlands dichter
- 1947 - Jeff Lynne, Brits muzikant
- 1949 - Ruud Hoff, Nederlands geschiedkundige en politicoloog (overleden 2020)
- 1949 - Jos Volders, Belgisch voetballer
- 1950 - Dave Stewart, Brits muzikant
- 1951 - Nick Rose, Brits atleet
- 1952 - Woody Mann, Amerikaans jazz- en bluesgitarist (overleden 2022)
- 1953 - Monica Maas, Nederlands illustratrice
- 1954 - Ingrid De Vos, Belgisch actrice
- 1954 - Barry Greenstein, Amerikaans pokerspeler
- 1954 - Jaap Postma, Nederlands regisseur, acteur en toneelschrijver
- 1954 - Pnina Rosenblum, Israëlisch zangeres, actrice en politica
- 1955 - Stan Tourné, Belgisch wielrenner
- 1956 - Suzy Bogguss, Amerikaans country- en jazzzangeres
- 1956 - Coen Drion, Nederlands advocaat
- 1956 - Sheryl Lee Ralph, Amerikaans actrice, filmregisseuse, filmproducente, scenarioschrijfster en zangeres
- 1956 - Chéri Samba, Congolees kunstschilder
- 1956 - Jacek Wszoła, Pools hoogspringer
- 1957 - Rod Harrington, Engels darter
- 1957 - Patricia Kalember, Amerikaans actrice
- 1957 - Nick Skelton, Brits springruiter
- 1958 - Lav Diaz, Filipijns filmregisseur, scenarioschrijver, filmproducent, acteur, dichter en muzikant
- 1959 - Tracey Ullman, Brits actrice en zangeres
- 1960 - Frank Focketyn, Belgisch acteur
- 1961 - Ben Johnson, Canadees sprinter
- 1961 - Monique Moens, Brussels politicus
- 1961 - Carine Verbauwen, Belgisch zwemster
- 1962 - Donato Gama da Silva, Braziliaans-Spaans voetballer
- 1962 - Ger Otte, Nederlands musicus, zanger en acteur
- 1963 - Mike Pompeo, Amerikaans politicus en bestuurder
- 1963 - John van 't Schip, Nederlands voetballer en voetbaltrainer
- 1964 - George Newbern, Amerikaans acteur en stemacteur
- 1964 - Sophie Ward, Brits actrice
- 1965 - Esam Abd El Fatah, Egyptisch voetbalscheidsrechter
- 1965 - Morris Gould, Britse dj/producer
- 1965 - Tito Rodrigues, Surinaams atleet
- 1965 - Gerard Schouw, Nederlands politicus
- 1966 - Akosua Busia, Ghanees/Brits actrice, liedjesschrijfster en filmregisseur
- 1966 - Bennett Miller, Amerikaans filmregisseur
- 1967 - Lei Kit Meng, Macaus autocoureur
- 1968 - Da Hool (Frank Tomiczek), Duits dj en producer
- 1969 - Dave England, Amerikaans stuntman (bekend van o.a. Jackass)
- 1969 - Kersti Kaljulaid, Estisch ambtenaar en lid van de Europese Rekenkamer
- 1969 - Jay Kay, Brits zanger
- 1969 - Meredith Monroe, Amerikaans actrice
- 1970 - Bart Rouwenhorst, Nederlands kunstschilder
- 1971 - Mauro Bergonzi, Italiaans voetbalscheidsrechter
- 1971 - Marijke van Beukering, Nederlands politica
- 1971 - Peter Buwalda, Nederlands schrijver en columnist
- 1971 - Juan Carlos Henao, Colombiaans voetballer
- 1971 - C.S. Lee (Charles Seunghee Lee), Zuid-Koreaans-Amerikaans acteur
- 1971 - Joris Luyendijk, Nederlands journalist en antropoloog
- 1971 - Paras, kroonprins van Nepal
- 1971 - Daniel Sunjata, Amerikaans acteur
- 1972 - Daniel Amokachi, Nigeriaans voetballer
- 1972 - Hans Francken, Belgisch producer, songwriter en musical director
- 1973 - Frans Bauer, Nederlands zanger
- 1973 - Jason Behr, Amerikaans acteur
- 1973 - Ato Boldon, atleet van Trinidad en Tobago
- 1973 - Maureen Flannigan, Amerikaans actrice
- 1973 - Nacho Vidal, Spaans pornoster
- 1974 - Khalilou Fadiga, Senegalees-Belgisch voetballer
- 1974 - Fredrik Henge, Zweeds golfer
- 1974 - Johanna Sällström, Zweeds actrice (overleden 2007)
- 1974 - Kim Sul-song, dochter van Noord-Korea's voormalige leider Kim Jong-il
- 1974 - Ryohei Yamamoto, Japans zanger
- 1975 - Martin Bauer, Oostenrijks motorcoureur
- 1975 - Marco van Gulik, Nederlands voetballer
- 1975 - Scott Chipperfield, Australisch voetballer
- 1975 - Tiger Woods, Amerikaans golfer
- 1976 - Kastro, Amerikaans rapper
- 1976 - Wilson Oruma, Nigeriaans voetballer
- 1976 - Thijs Slegers, Nederlands sportjournalist (overleden 2023)
- 1977 - Laila Ali, Amerikaans bokser
- 1977 - Glory Alozie, Nigeriaans-Spaans atlete
- 1977 - Koen De Poorter, Belgisch televisiemaker
- 1977 - Saša Ilić, Servisch voetballer
- 1977 - Niels Kokmeijer, Nederlands voetballer
- 1977 - Joelia Litejkina, Russisch schaatsster
- 1977 - Lucy Punch, Brits actrice
- 1978 - Tyrese Gibson, Amerikaans acteur, rapper, R&B-zanger en voormalig kledingmodel
- 1978 - Phillips Idowu, Brits atleet
- 1978 - Diego Romanini, Italiaans autocoureur
- 1979 - Barry Boubacar Copa, Ivoriaans voetballer
- 1979 - David Le Lay, Frans wielrenner
- 1979 - Yelawolf, Amerikaans hiphopartiest
- 1980 - Sven Barth, Duits autocoureur
- 1980 - Eliza Dushku, Amerikaans actrice
- 1980 - Didier Ilunga Mbenga, Belgisch basketballer
- 1981 - Sidi Farssi, Marokkaans-Belgisch voetballer
- 1981 - Haley Paige, Mexicaans-Amerikaans pornoactrice (overleden 2007)
- 1981 - Michael Rodríguez, Costa Ricaans voetballer
- 1982 - Kristin Kreuk, Canadees actrice
- 1982 - Yannick Lincoln, Mauritiaans voetballer
- 1982 - Dathan Ritzenhein, Amerikaans atleet
- 1983 - Nick Symmonds, Amerikaans atleet
- 1983 - Ashley Zukerman, Amerikaans acteur
- 1984 - Randall Azofeifa, Costa Ricaans voetballer
- 1984 - Sergio Gadea, Spaans motorcoureur
- 1984 - LeBron James, Amerikaans basketballer
- 1985 - Lars Boom, Nederlands veldrijder
- 1985 - Krisztián Takács, Hongaars zwemmer
- 1986 - Onyekachi Apam, Nigeriaans voetballer
- 1986 - Domenico Criscito, Italiaans voetballer
- 1986 - Ellie Goulding, Brits zangeres
- 1986 - Faye Marsay, Brits actrice
- 1986 - Jeroen van der Zee, Nederlands scenarioschrijver
- 1986 - Gianni Zuiverloon, Nederlands-Surinaams voetballer
- 1987 - Thomaz Bellucci, Braziliaans tennisser
- 1987 - Peter Müllenberg, Nederlands bokser
- 1987 - Jason O'Halloran, Australisch motorcoureur
- 1987 - Jeanette Ottesen Gray, Deens zwemster
- 1988 - Erik Johansson, Zweeds voetballer
- 1988 - Adam Sarota, Australisch voetballer
- 1988 - Evaldas Šiškevičius, Litouws wielrenner
- 1989 - Bart Hylkema, Nederlands autocoureur
- 1989 - Christopher Robanske, Canadees snowboarder
- 1989 - Ryan Sheckler, Amerikaans skateboarder
- 1990 - Nathan Eccleston, Engels voetballer
- 1990 - Bruno Henrique Pinto (Bruno Henrique), Braziliaans voetballer
- 1990 - Jakub Novák, Tsjechisch wielrenner
- 1990 - Dương Thị Việt Anh, Vietnamees atlete
- 1991 - Wietse Bosmans, Belgisch veldrijder
- 1991 - Gustavo Correia, Portugees voetbalscheidsrechter
- 1991 - Camila Giorgi, Italiaans tennisster
- 1991 - Melanie Margalis, Amerikaans zwemmer
- 1991 - Kurumi Nara, Japans tennisser
- 1991 - Jaroslav Navrátil, Tsjechisch voetballer
- 1991 - Gleb Retivych, Russisch langlaufer
- 1992 - Mohammed Abukhousa, Palestijns atleet
- 1992 - Desiree van Lunteren, Nederlands voetbalster
- 1992 - Ryan Tunnicliffe, Engels voetballer
- 1993 - Ager Aketxe, Spaans voetballer
- 1993 - Loren Morón, Spaans voetballer
- 1993 - Lukas Raeder, Duits voetbaldoelman
- 1994 - Chen Haiwei, Chinees schermer
- 1994 - Florin Tănase, Roemeens voetballer
- 1995 - Valentin Chauvin, Frans langlaufer
- 1995 - Andreas Schuler, Zwitsers schansspringer
- 1995 - V (Kim Taehyung), Zuid-Koreaans zanger (BTS), danser, songwriter en acteur
- 1995 - Ollie Watkins, Engels voetballer
- 1996 - Latif Blessing, Ghanees voetballer
- 1997 - Enea Bastianini, Italiaans motorcoureur
- 1997 - Lina Hausicke, Duits voetbalster
- 1998 - Jutta Leerdam, Nederlands langebaanschaatsster
- 1998 - Melle Springer, Nederlands voetballer
- 1998 - Alec Van Hoorenbeeck, Belgisch voetballer
- 1999 - Gabriël Çulhacı, Nederlands voetballer
- 1999 - Jean-Clair Todibo, Frans-Frans-Guyaans voetballer
- 1999 - Noa Vahle, Nederlands (sport)presentatrice
- 2000 - Kaishu Sano, Japans voetballer
- 2002 - Mayckel Lahdo, Zweeds voetballer
- 2002 - Wessel Mouris, Nederlands wielrenner
- 2004 - Lyliana Wray, Amerikaans actrice

## Overleden
- 274 - Paus Felix I

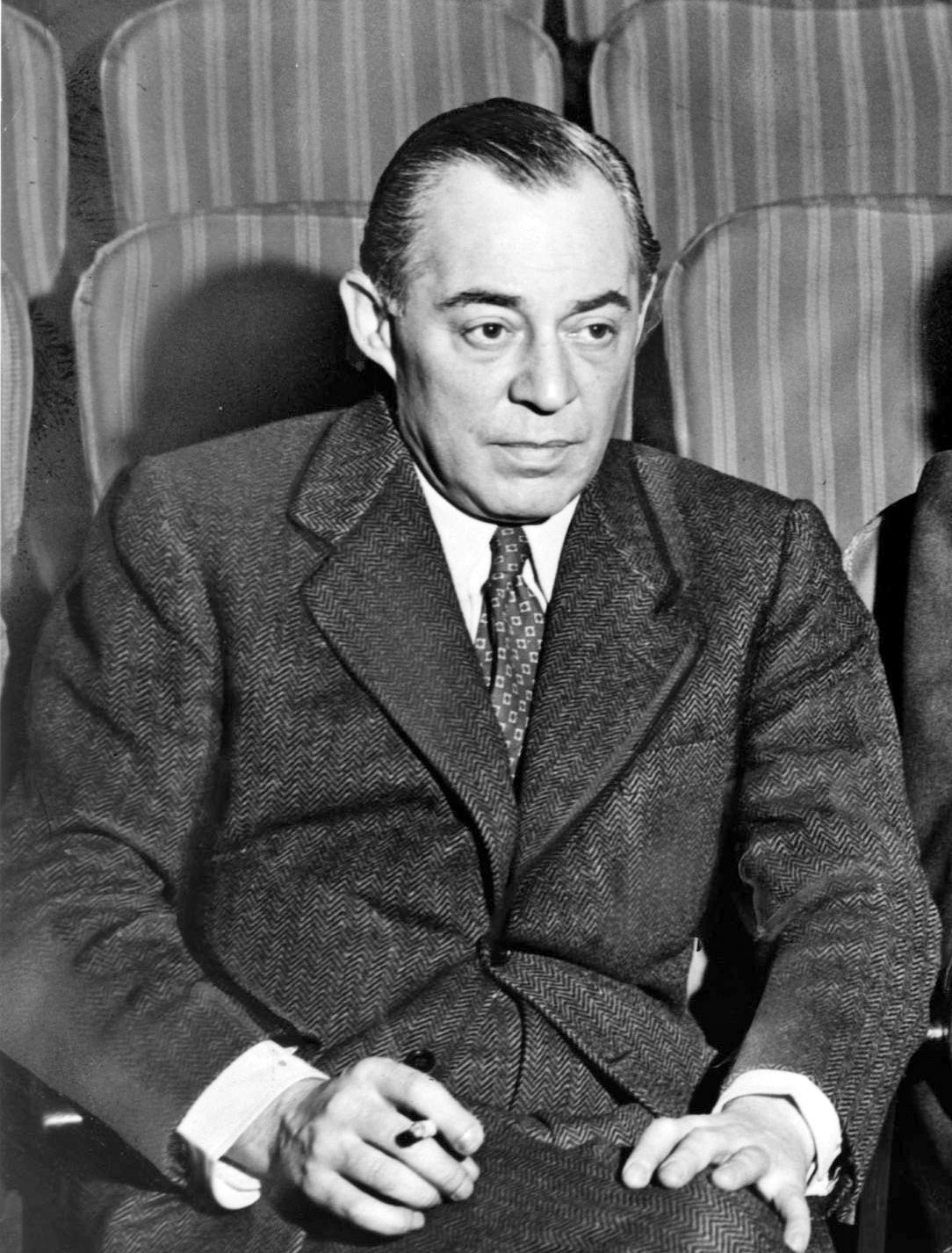
Richard Rodgers
overleden in 1979

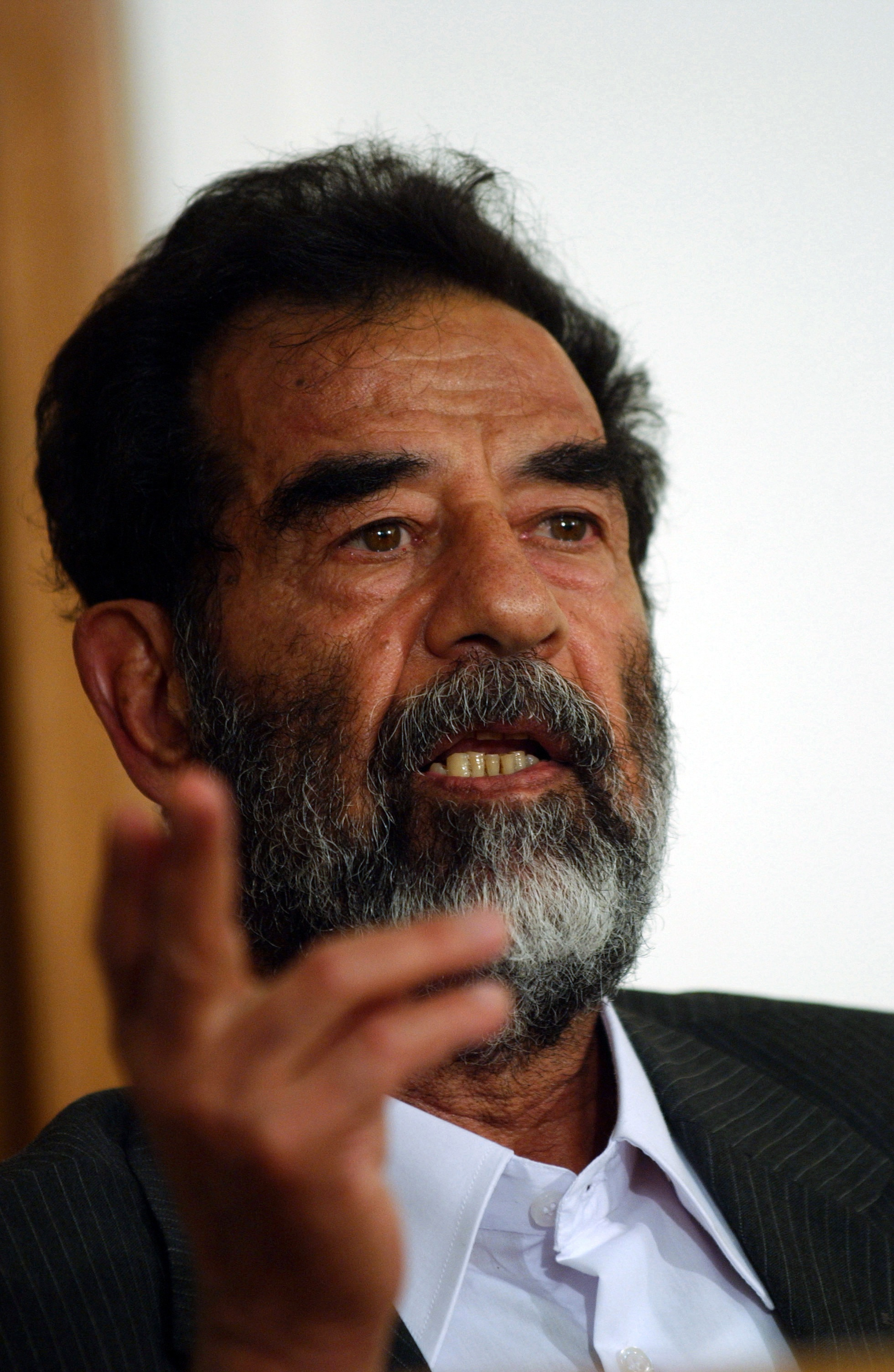
Saddam Hoessein
overleden in 2006

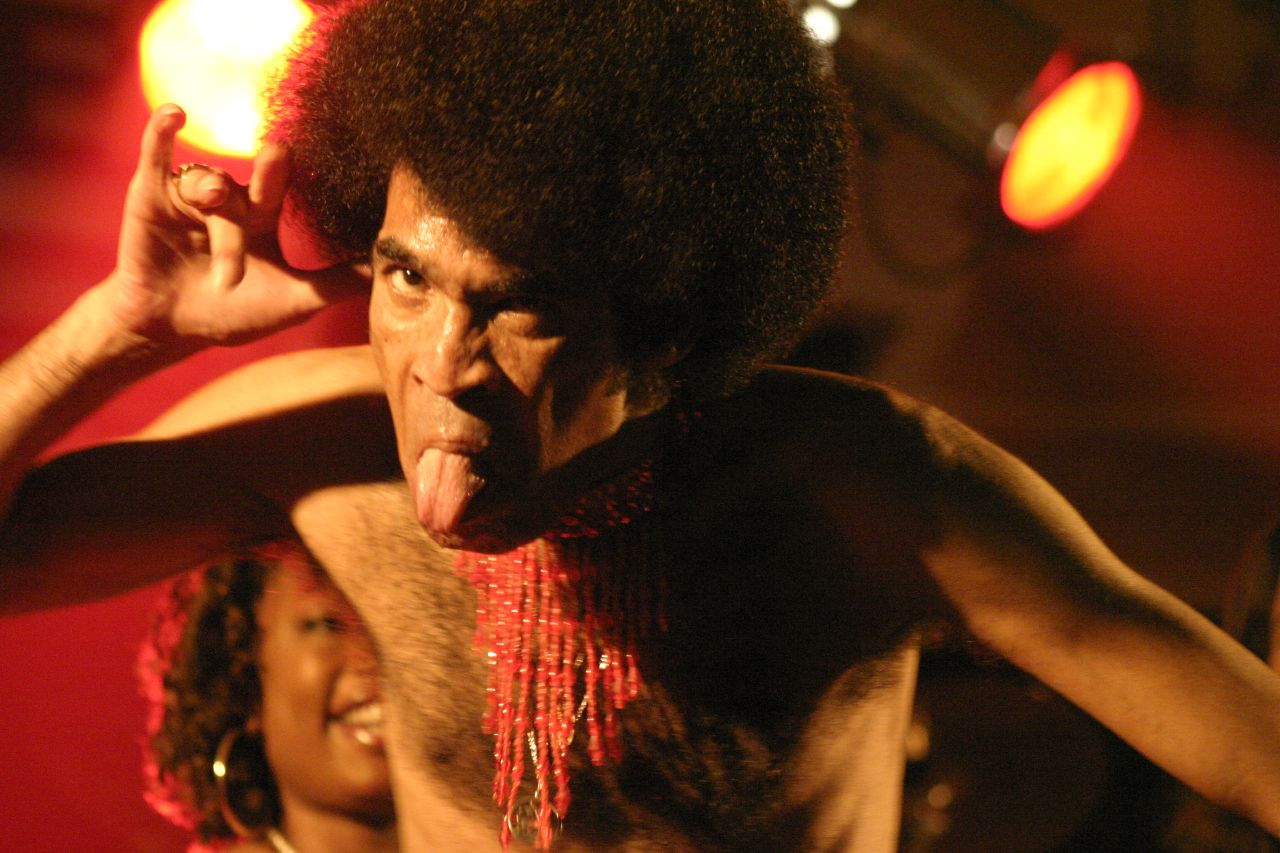
Bobby Farrell
overleden in 2010

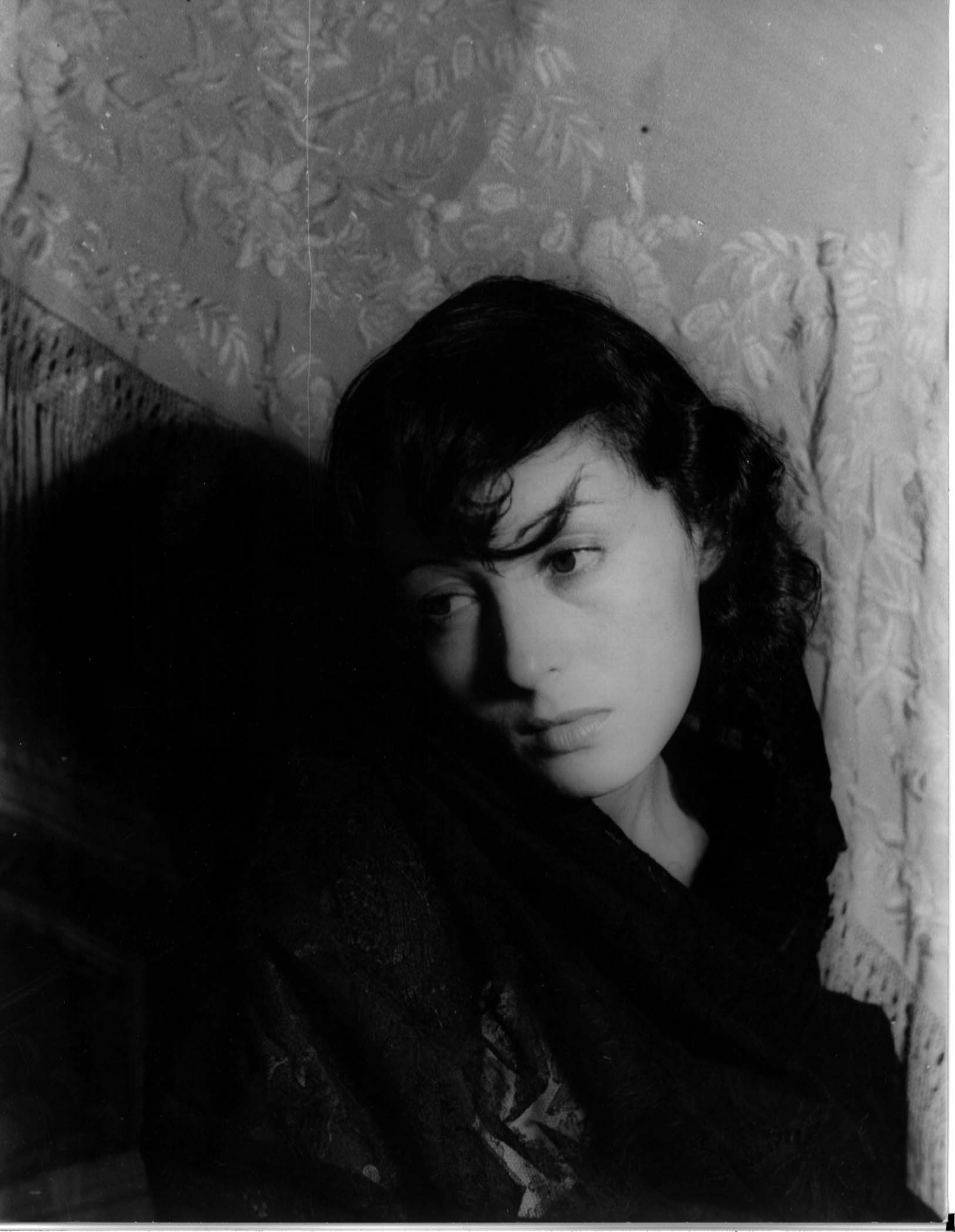
Luise Rainer
overleden in 2014

- 1573 - Giraldi (69), Italiaans dichter
- 1591 - Paus Innocentius IX (64)
- 1644 - Jan Baptista van Helmont (64), Belgisch alchemist, fysioloog en arts
- 1691 - Robert Boyle (64), Engels natuurfilosoof
- 1891 - Laureano Guevarra (40), Filipijns schoenenmaker en ondernemer
- 1894 - Amelia Bloomer (76), Amerikaans feministe
- 1916 - Grigori Raspoetin (47), Russische geestelijk leider en (gebeds)genezer aan het Keizerlijk hof
- 1944 - Gustav Czopp (35), Nederlands journalist en acteur
- 1944 - Romain Rolland (78), Frans schrijver
- 1945 - Barthold Arnold van der Sluijs (60), Nederlands NSB-burgemeester
- 1947 - Han van Meegeren (58), Nederlands kunstschilder en meestervervalser
- 1949 - Leopold IV (77), vorst van Lippe, oom van Prins Bernhard
- 1964 - Hans Gerhard Creutzfeldt (79), Duits neuropatholoog
- 1966 - Goedoe Goedoe Thijm (75), Surinaams zanger en dichter
- 1968 - Trygve Lie (72), Noors politicus, diplomaat en secretaris-generaal van de Verenigde Naties
- 1970 - Sonny Liston (40), Amerikaans bokser
- 1971 - Jo Cals (57), Nederlands minister-president
- 1975 - Elene Achvlediani (77), Georgisch modernistisch kunstschilderes
- 1976 - Rudolf Fischer (54), Zwitsers autocoureur
- 1977 - Américo Tesoriere (78), Argentijns voetballer
- 1978 - Jacob Heimans (89), Nederlands botanicus en natuurbeschermer
- 1979 - Richard Rodgers (77), Amerikaans componist en theaterproducent
- 1989 - Yasuji Miyazaki (73), Japans zwemmer
- 1990 - Pierre Chenal (86), Frans filmregisseur
- 1990 - Charles Drybergh, Belgisch kunstschilder
- 1994 - Karel Lambrechts (84), Belgisch politicus
- 1994 - Anton Rom (85), Duits roeier
- 1995 - Heiner Müller (66), Duits schrijver en regisseur
- 1998 - Joan Brossa i Cuervo (79), Catalaans letterkundige en plastisch kunstenaar
- 1999 - Johnny Moorhouse (77), Amerikaans autocoureur
- 2000 - Tom Blohm (80), Noors voetballer
- 2002 - Mary Brian (96), Amerikaans actrice
- 2002 - Paul De Vidts (80), Belgisch politicus
- 2004 - Artie Shaw (94), Amerikaans jazz-muzikant
- 2005 - Maria Verkeyn (109), op moment van overlijden oudste inwoner van België
- 2006 - Frank Campanella (87), Amerikaans acteur
- 2006 - Saddam Hoessein (69), Iraaks president/dictator
- 2006 - Jan Tuttel (63), Nederlands natuuractivist, columnist, publicist en tv-presentator/programmamaker
- 2008 - Bernie Hamilton (80), Amerikaans acteur
- 2008 - Antônio José da Silva Gouveia (Zezé) (51), Braziliaans voetballer
- 2009 - Abdurrahman Wahid (69), President van Indonesië
- 2010 - Bobby Farrell (61), Arubaans danser en lid van Boney M.
- 2010 - Johannes Bernardus van Asbeck (99), Nederlands architect en stedenbouwkundige
- 2012 - Mike Hopkins (53), Nieuw-Zeelands geluidsman en winnaar van de Academy Award
- 2012 - Arend Langenberg (63), Nederlands nieuwslezer en voice-over
- 2012 - Rita Levi-Montalcini (103), Italiaans neurologe en winnares Nobelprijs voor de Fysiologie of Geneeskunde
- 2012 - Herman Pijfers (89), Nederlands uitgever en schrijver
- 2012 - Carl Woese (84), Amerikaans microbioloog
- 2013 - Akeem Adams (22), Trinidiaans voetballer
- 2013 - José María Maguregui (79), Spaans voetballer en voetbalcoach
- 2014 - Dick Loggere (93), Nederlands hockeyer
- 2014 - Luise Rainer (104), Duits-Amerikaans actrice
- 2015 - Zjef Vanuytsel (70), Belgisch kleinkunstenaar
- 2016 - Jacques Schols (81), Nederlands jazzbassist
- 2016 - Allan Williams (86), Brits ondernemer en muziekpromotor
- 2016 - Tyrus Wong (106), Chinees-Amerikaans kunstenaar en tekenaar
- 2017 - Omar Khlifi (83), Tunesisch filmregisseur, scenarioschrijver en filmproducent
- 2018 - Dick Helling (68), Nederlands voetballer
- 2019 - Prospero Grech (94), Maltezer kardinaal
- 2019 - Harry Kupfer (84), Duits operaregisseur
- 2019 - André Smets (76), Belgisch politicus
- 2019 - Gennadi Valjoekevitsj (61), Sovjet-Russisch/Wit-Russisch atleet
- 2020 - Jos Compaan (62), Nederlands roeister
- 2020 - Dawn Wells (82), Amerikaans actrice
- 2020 - Eugene Wright (97), Amerikaans jazzbassist
- 2022 - Luann Ryon (69), Amerikaans boogschutter
- 2022 - Harald van der Straaten (100), Nederlands schrijver
- 2022 - Barbara Walters (93), Amerikaans journaliste en presentatrice
- 2023 - Paul Buysse (78), Belgisch ondernemer
- 2023 - John Pilger (84), Australisch journalist en documentairemaker
- 2023 - Frans Verheeke (89), Belgisch bankier en politicus
- 2023 - Tom Wilkinson (75), Brits acteur
- 2024 - Joe Grech (90), Maltees zanger
- 2024 - Jan van Heukelum (81), Nederlands politicus
- 2024 - Émile Idée (104), Frans wielrenner
- 2024 - Jamsjiid Bin Abdalla (95), Zanzibariaans (Tanzaniaans) sultan
- 2024 - Pascal Lainé (82), Frans schrijver
- 2024 - Peter Leitch (80), Canadees jazzgitarist
- 2024 - Werner Martignoni (97), Zwitsers politicus
- 2024 - Liny van Oyen (91), Nederlands televisiepresentatrice
- 2024 - Hugo Sotil (75), Peruaans voetballer
- 2024 - Fraser Stoddart (82),  Brits-Amerikaans scheikundige en Nobelprijswinnaar
- 2024 - Karel Vuursteen (83), Nederlands ondernemer

## Viering/herdenking
- Rooms-katholieke kalender:
  - Heilige Roger(us) (van Barletta) († c. 1129)
  - Heilige Sabinus (van Spoleto) († c. 303)
  - Heilige Reinier (van Aquila) († 1077)
  - Heilige Egwin († 717)
  - Heilige Paus Felix I († 274)
  - Zalige Sebastianus van Esztergom († 1007)
  - Zalige Giovanni Maria Boccardo († 1913)

## Weerextremen

### Nederland
| | Officiële records | Officiële records | Officiële records |      | Landelijke records | Landelijke records | Landelijke records |
| Gebeurtenis | Jaar              | Extreem           | Locatie           | Jaar | Extreem            | Locatie            |                    |
| --- | ----------------- | ----------------- | ----------------- | ---- | ------------------ | ------------------ | ------------------ |
| Laagste etmaalgemiddelde temperatuur (°C) | 1908              | −12,0             | De Bilt           |      | 1908               | −12,0              | De Bilt            |
| Hoogste etmaalgemiddelde temperatuur (°C) | 2021              | 12,9              | De Bilt           |      | 2021               | 14,2               | Gilze-Rijen        |
| Laagste minimumtemperatuur (°C) | 1908              | −14,9             | De Bilt           |      | 1950               | −16,4              | Maastricht         |
| Hoogste minimumtemperatuur (°C) | 2021              | 10,0              | De Bilt           |      | 2021               | 13,1               | Westdorpe          |
| Laagste maximumtemperatuur (°C) | 1908              | −8,9              | De Bilt           |      | 1908               | −9,0               | Maastricht         |
| Hoogste maximumtemperatuur (°C) | 2021              | 13,9              | De Bilt           |      | 2021               | 15,5               | Eindhoven          |
| Hoogste uurgemiddelde windsnelheid (m/s) | 1904              | 23,1              | De Bilt           |      | 1904               | 23,1               | De Bilt            |
| Hoogste windstoot (m/s) | 2006              | 24,0              | De Bilt           |      | 2006               | 33,0               | Cadzand            |
| Langste zonneschijnduur (uur) | 1972              | 7,1               | De Bilt           |      | 1972               | 7,1                | De Bilt            |
| Langste neerslagduur (uur) | 1940              | 20,8              | De Bilt           |      | 1940               | 20,8               | De Bilt            |
| Hoogste etmaalsom van de neerslag (mm) | 1993              | 34,3              | De Bilt           |      | 1993               | 43,3               | Wilhelminadorp     |
| Laagste etmaalgemiddelde relatieve vochtigheid (%) | 1903              | 62                | De Bilt           |      | 1927               | 43                 | Maastricht         |
| Laagste uurwaarde luchtdruk op zeeniveau (hPa) | 1922              | 976,2             | De Bilt           |      | 1922               | 971,9              | De Kooy            |
| Hoogste uurwaarde luchtdruk op zeeniveau (hPa) | 1991              | 1043,4            | De Bilt           |      | 1991               | 1043,7             | Volkel             |
| Officiële records worden altijd gemeten op het KNMI-weerstation in De Bilt. Landelijke records kunnen worden gemeten op elk officieel KNMI-weerstation in Nederland. |                   |                   |                   |      |                    |                    |                    |

Uitzonderlijke gebeurtenissen
- 1903 - Officieel laagste minimumtemperatuur in °C van het jaar gemeten in De Bilt: −8,4
- 1903 - Officieel laagste minimumtemperatuur in °C van december dit jaar gemeten in De Bilt: −8,4
- 1903 - Officieel laagste maximumtemperatuur in °C van het jaar gemeten in De Bilt: −1,8
- 1904 - Officieel maandrecord hoogste uurgemiddelde windsnelheid in m/s van december gemeten in De Bilt: 23,1. Samen met 29 december 1914 en 28 december 1945
- 1916 - Officieel hoogste minimumtemperatuur in °C van december dit jaar gemeten in De Bilt: 6,5
- 1919 - Officieel hoogste minimumtemperatuur in °C van december dit jaar gemeten in De Bilt: 8,4
- 1925 - Officieel hoogste minimumtemperatuur in °C van december dit jaar gemeten in De Bilt: 9,3
- 1927 - Landelijk maandrecord laagste etmaalgemiddelde relatieve vochtigheid in % van december gemeten in Maastricht: 43. Samen met 22 december 1996
- 1970 - Officieel laagste minimumtemperatuur in °C van december dit jaar gemeten in De Bilt: −11,6
- 1976 - Officieel laagste minimumtemperatuur in °C van december dit jaar gemeten in De Bilt: −9,7
- 1981 - Officieel hoogste minimumtemperatuur in °C van december dit jaar gemeten in De Bilt: 3,8
- 1984 - Officieel laagste minimumtemperatuur in °C van december dit jaar gemeten in De Bilt: −2,0

### België
Dagrecords
- 1950 - Laagste etmaalgemiddelde temperatuur −11,2 °C
- 1925 - Hoogste etmaalgemiddelde temperatuur 12,4 °C
- 1950 - Laagste minimumtemperatuur −16,3 °C
- 2021 - Hoogste maximumtemperatuur 14,3 °C[17]
- 1993 - Hoogste etmaalsom van de neerslag 20,1 mm

Uitzonderlijke gebeurtenissen
- 1950 - Minimumtemperatuur tot −22,2 °C in Rochefort.
- 1962 - Een sneeuwstorm laat 14 cm sneeuw achter in Essen en in de provincie Antwerpen worden verschillende dorpen van de buitenwereld afgesloten door opgewaaide sneeuwduinen.
- 1985 - 3 dagen sneeuw aan kust: 12 cm sneeuw in Middelkerke en 14 cm in Koksijde.

<< · 1 · 2 · 3 · 4 · 5 · 6 · 7 · 8 · 9 · 10 · 11 · 12 · 13 · 14 · 15 · 16 · 17 · 18 · 19 · 20 · 21 · 22 · 23 · 24 · 25 · 26 · 27 · 28 · 29 · 30 · 31 · >>